# 工藤哲雄
工藤 哲雄（くどうてつお ）は、日本の作詞家、小説家、エッセイストである。作家事務所「(株)K・S・P」を経て、現在フリーランス。

## 来歴・人物
山口県出身。中学三年の頃ギターを買い、作詞・作曲を始める。大学進学で上京。ソニー・ミュージックレコーズのA&Rでアルバイトを経験後、コピーライターをしながら作詞家デビュー。

## 作詞した主な楽曲
- TOKIO
  - 「LOVE YOU ONLY」「うわさのキッス」「明日の君を守りたい 〜YAMATO2520〜」「好きさ 〜Ticket To LOVE〜」「SoKoナシLOVE」「風になって」

- SMAP
  - 「僕は君を連れて行く」

- 近藤真彦
  - 「Ho Ho Ho…」「最後のラヴ・ソング」

- 髙橋真梨子
  - 「追憶のBlue」「Midnight Christmas Eve」「美しき戯れ」

- 織田裕二
  - 「う・ね・り」「心に抱きしめて」「思い出に吹かれて」

- 福山憲三
  - 「愛をくれよ」

- 米倉千尋
  - 「未来の二人に」「心からSHINING STAR」

- 木村佳乃
  - 「イルカの夏」「ハロー・マイセルフ」「CLOVER」

- 森口博子
  - 「視線」「何処かで・・」「きっと会いたくなるでしょう」「スピーチに真実なし」「夢ならさめないで」

- 石嶺聡子
  - 「涙はいらない」「ありがとう」「リトル・ロマンス」

- 中村雅俊
  - 「あいつ」「滑走」

- 柳ジョージ
  - 「GOT MY LOVIN'」「WEEP NO MORE」「SHAKE IT UP」「孤独に火をつけて」「I'M IN YOUR EYES」

- Little Bach
  - 「しびれるFACE」「ROUND BLUE」「LADY CACTUS」

- 神崎まき
  - 「一緒にいたい」「その気にさせないで」「素直がいつも足りなくて」

## 作詞提供アーティスト
- 田原俊彦
- 少年隊
- 内田有紀
- 的場浩司
- infix
- E-ZEE BAND
- 小野正利
- 鈴木トオル
- 間寛平
- 石井明美
- 河相我聞
- C.C.ガールズ
- セクシーメイツ
- 黒沢光義
- J-TRAP.
- 伊能静
- ブカブカ
- 丸山みゆき
- コルベッツ
- 雪丸美歩
- Sepia'n Roses
- MANA
- ウィズ
- 久川綾
- 中川亜紀子
- シ・エ・ル
- 新田恵利　他（順不同）

## 作詞提供アニメソング
- 真ゲッターロボ
- 魔装機神サイバスター
- 仙界伝封神演義
- ときめきメモリアル
- デ・ジ・キャラット
- アキハバラ電脳組
- ラブひな
- ボイスラッガー
- 機動戦士ガンダム
- マジック・スクール・バス
- [[[金田一少年の事件簿 (アニメ)|金田一少年の事件簿]]
- Ninja者
- 超電動ロボ 鉄人28号FX
- 飛べ!イサミ
- EAT-MAN98　など多数